# Wapen van De Oude Vaart
Het wapen van De Oude Vaart werd op 1 april 1963 bij koninklijk besluit aan het Drentse waterschap De Oude Vaart. In 1995 ging het waterschap met de andere waterschappen Middenveld, Riegmeer en Smilde op in Meppelerdiep. Hiermee verviel het wapen.

## Blazoenering
De blazoenering luidt als volgt:
Gedwarsbalkt van hermelijn en tegenhermelijn van zes stukken. Over alles heen een golvende paal van goud, beladen met een versmalde, eveneens golvende paal van azuur. Het schild gedekt door een gouden kroon van drie bladeren en twee paarlen.
De heraldische kleuren zijn azuur (blauw) en goud (geel).

## Geschiedenis
Eind jaren 50, begin jaren 60 werd het waterschapswapen ontworpen. De Hoge Raad van Adel had aanvankelijk bezwaar tegen de hermelijn-tegenhermelijncombinatie, aangezien deze in de Nederlandse heraldiek niet wordt gebruikt. Het ontwerp werd toch aangenomen, omdat er geen heraldisch bezwaar tegen bestond.

## Symboliek
De twaalf halve dwarsbalken verwijzen naar de twaalf gemeenten in het waterschap. Verder moet de hermelijn de veengronden voorstellen en de gouden randen de groene grasweiden. Ten slotte symboliseert de blauwe dwarsbalk de Oude Vaart.

## Vergelijkbare wapens

Het wapen van De Veenmarken
Het wapen van De Wold Aa

Drentse Aa ·
Amsterdamscheveld ·
Bargerbeek ·
Eemszijlvest ·
Emmer-Erfscheidenveen ·
Hesselte ·
Hunze en Aa ·
Loo- en Drostendiep ·
Meppelerdiep ·
Middenveld ·
De Monden ·
Nijeveen-Kolderveen ·
Noordenveld ·
Oostermoerse Vaart ·
De Oude Vaart ·
Reest en Wieden ·
Riegmeer ·
De Runde ·
Smilde ·
't Suydevelt ·
De Veenmarken ·
De Vledder en Wapserveense Aa ·
Weerdinge ·
De Wold Aa ·
Wold en Wieden ·
Zuiveringsschap Drenthe